# Jacques Clemens
Pour les articles homonymes, voir Clemens.
Jacques Clemens, né le 11 juillet 1909 à La Haye (Pays-Bas) et mort le 7 mars 2018  à Loverval, est un prêtre catholique néerlandais et chanoine régulier du Latran. Curé de la paroisse du Bultia (Nalinnes) de 1958 à 2015, il a été le doyen des Néerlandais (et des habitants du Benelux).

## Biographie
Né le 11 juillet 1909 à La Haye, aux Pays-Bas, Jacques Clemens entre chez les Chanoines réguliers du Latran. Après le noviciat et les études de philosophie, il étudie la théologie au grand séminaire de Liège et est ordonné prêtre dans la cathédrale de Liège le 5 juillet 1936 par Louis-Joseph Kerkhofs. 
Envoyé comme enseignant au séminaire canonial de Gerpinnes (aujourd’hui collège Saint-Augustin), Clemens est nommé en 1944, vicaire à Nalinnes (au sud de Charleroi) et chapelain au Bultia, un hameau du village sans lieu de culte. Le hameau – sur la route nationale qui va de Charleroi à Philippeville - est en plein développement et il échut au père Clemens de rassembler les fonds nécessaires à la construction d’une église. L’église Saint-Benoît est achevée en 1957 et le 1er janvier 1958, le père Jacques Clemens devient officiellement le premier curé de la nouvelle paroisse, au sein de laquelle il va demeurer tout le reste de sa vie.
Prêtre depuis 79 ans et curé du Bultia depuis 67 ans, Jacques Clemens est finalement relevé de ses fonctions officielles en 2015, et mis à la retraite, tout en continuant à y assurer les services religieux du dimanche. 
En 2017, le père Jacques Clemens a été le doyen des prêtres de l’Église catholique, et l'homme le plus âgé du Benelux.